# سار فیشر
سار فیشر (نام علمی: Spreo fischeri) نام یک گونه از تیره سار است.